# Сан-Пабло (Нью-Мексико)
Сан-Пабло (англ. San Pablo) — переписна місцевість (CDP) в США, в окрузі Донья-Ана штату Нью-Мексико. Населення — 858 осіб (2020).

## Географія
Сан-Пабло розташований за координатами 32°15′2″ пн. ш. 106°45′45″ зх. д. / 32.25056° пн. ш. 106.76250° зх. д. (32.250657, -106.762599).  За даними Бюро перепису населення США в 2010 році переписна місцевість мала площу 3,15 км², уся площа — суходіл.

## Демографія
Згідно з переписом 2010 року, у переписній місцевості мешкало 806 осіб у 274 домогосподарствах у складі 233 родин. Густота населення становила 256 осіб/км².  Було 301 помешкання (96/км²).
Расовий склад населення:
| - 67,2 % — білих - 1,0 % — корінних американців - 0,2 % — азіатів - 29,4 % — осіб інших рас |

До двох чи більше рас належало 2,1 %. Частка іспаномовних становила 73,6 % від усіх жителів.
За віковим діапазоном населення розподілялося таким чином: 27,2 % — особи молодші 18 років, 57,7 % — особи у віці 18—64 років, 15,1 % — особи у віці 65 років та старші. Медіана віку мешканця становила 39,8 року. На 100 осіб жіночої статі у переписній місцевості припадало 91,9 чоловіків;  на 100 жінок у віці від 18 років та старших — 98,3 чоловіків також старших 18 років.
Середній дохід на одне домашнє господарство  становив 66 031 долар США (медіана — 47 550), а середній дохід на одну сім'ю — 74 328 доларів (медіана — 50 417). За межею бідності перебувало 15,8 % осіб, у тому числі 21,5 % дітей у віці до 18 років та 8,3 % осіб у віці 65 років та старших.
Цивільне працевлаштоване населення становило 494 особи. Основні галузі зайнятості: мистецтво, розваги та відпочинок — 27,7 %, будівництво — 26,9 %, публічна адміністрація — 10,7 %, освіта, охорона здоров'я та соціальна допомога — 10,7 %.